# Christian Hauschild (Theologe)
Christian Hauschild (* 9. Oktober 1693 in Schneeberg; † 13. Februar 1759 in Dresden) war ein deutscher evangelischer Theologe.

## Leben
Hauschild immatrikulierte sich zunächst an der Universität Leipzig und wechselte im April 1714 an die Universität Wittenberg, wo er am 30. April 1716 den akademischen Grad eines Magisters der philosophischen Wissenschaften erwarb.
Er schlug daraufhin eine theologische Laufbahn ein. Nachdem er 1719 als Hofmeister des Grafen Jacob Heinrich von Flemming in Dresden gewirkt hatte, wurde er 1722 Pastor in Kleinwolmsdorf, 1725 Pfarrer in Wermsdorf und war ab 1742 zweiter kursächsischer Hofprediger in Dresden. In dieser Stellung wirkte er bis zu seinem Lebensende.

## Schriften (Auswahl)
- Diss. I et II de pastore Aegyptïis inviso etc. ad Genes. XLVI, 34. Wittenberg 1715, Auch in Hasaei et Ikenii Novo Thes. theol. philol.
- Diss de sileotio Pythagorico. Wittenberg 1716
- Diss. de corona radiata. Wittenberg 1716
- Diss. de vinculo religionis; occasione Jubilaei. Wittenberg 1717
- Oratio in Hieronymum….
- Epistolar variae ad Doppertum…
- Monumentum Laurentii, praefecti Mutinesis…